# Kuris
El Kuris (grec: Κούρης; turc: Kuris; grec antic: Λύκος, Licos) és un riu de Xipre a l'oest de l'Àmatos. Té una llargada de 38 km.
És una via navegable que s'origina a la part sud de les muntanyes de Troodos, travessant el districte de Limassol per arribar al mar a Kourion. No hi ha gran part del riu als trams inferiors del seu curs després de la construcció de la presa del Kurisals anys vuitanta. Això va fer que s'hagués d'ampliar la conca nord del riu. Erimi es troba a la part oriental del riu, mentre que Kantou es troba a la part occidental. Episkopi, va ser construït al cim de Kourion, i està situat a prop de la riba occidental del riu. Luigi Palma di Cesnola va explorar la zona al voltant de la desembocadura del riu i va informar-ne la dècada de 1870.